# I Bruise Easily
I Bruise Easily è una canzone della cantante pop Natasha Bedingfield; è il quarto singolo estratto dal suo album d'esordio Unwritten, ed è stato pubblicato nell'aprile 2005. È una malinconica canzone d'amore.

## Video
Nel video una Natasha triste e quasi irriconoscibile, vestita da ballerina tipica giapponese, in una camera d'hotel si siede davanti allo specchio ed inizia piano piano a togliersi trucco, parrucca e tutto il resto, fino a far scoprire a tutti il suo vero volto.

## Edizioni e Lista tracce
Di seguito sono elencate le principali edizioni pubblicate, con relativa lista tracce, di "I Bruise Easily".
CD singolo UK

(82876681532; Pubblicato 4 aprile, 2005)
1. "I Bruise Easily" (Single version)
2. "Ain't Nobody" feat. Daniel Bedingfield
3. "You Look Good On Me"
4. "I Bruise Easily" video

Maxi CD singolo internazionale

(Pubblicato 30 maggio, 2005)
1. "I Bruise Easily" (Single version)
2. "Ain't Nobody" feat. Daniel Bedingfield
3. "You Look Good On Me"
4. "I Bruise Easily" (Album version)
5. "I Bruise Easily" music video

## Posizioni in classifica
| Classifiche (2005)             | Posizione |
| ------------------------------ | --------- |
| Austria (class. singoli)       | 46        |
| Paesi Bassi (Top 40)           | 13        |
| Germania (class. singoli)      | 46        |
| Irlanda (class. singoli)       | 17        |
| Sudafrica (class. singoli)     | 1         |
| Svizzera (class. singoli)      | 52        |
| Gran Bretagna (class. singoli) | 12        |